# Gaila González
Gaila Ceneida González López (Santo Domingo,25 de junho de 1997) é uma  voleibolista indoor dominicana, atuante na posição de Oposto, com marca de alcance de 304 cm no ataque e 276 cm no bloqueio. 

## Carreira
Pela seleção dominicana atuou na edição do Campeonato High Performance na categoria juvenil de 2012 e conquistou a medalha de prata,depois disputou com a camisa#18  a edição do Campeonato NORCECA Infantojuvenil de 2012 sediado em Tijuana quando conquistou a medalha de prata, e no mesmo ano conquistou a medalha de ouro no Campeonato NORCECA Juvenil realizado em Manágua qualificando o país para a edição do Campeonato Mundial Juvenil do ano seguinte;;também obteve a medalha de ouro na Copa Pan-Americana Sub-23 de 2012, competição celebrada em Callao.
Representou seu país na edição da Copa Pan-Americana Infantojuvenil de 2013 realizada na Cidade da Guatemala, vestindo a camisa#3, finalizando com a medalha de bronze., época que estava vinculada ao Mirador de Santo Domingo.Disputou pela seleção a edição da Copa Pan-Americana Juvenil de 2013 celebrada em Havana, ocasião da conquista da medalha de prata.e neste ano pela seleção dominicana juvenil disputou a edição da Copa Baixa Califórnia sagrando-se campeã na oportunidadecompetiu ainda o Campeonato Mundial Juvenil de  2013 na cidade de Brno e vestindo novamente a camisa#3alcançando a oitava colocação finale também participou do Campeonato Mundial Infantojuvenil no mesmo ano, este sediado em Nakhon Ratchasima na qual terminou na oitava posição.
Com elenco principal dominicano disputou o Grand Prix de 2013 com a camisa #22encerrando na décima colocação,, sagrou-se também em 2013, vice-campeã no Campeonato Mundial Sub-23 também em 2013 celebrado na cidade de Tijuana, quando vestia a camisa#3.
Serviu a seleção dominicana na edição do Campeonato NORCECA Juvenil de 2014 realizado  na Cidade da Guatemala ocasião que finalizou com o terceiro lugar, premiada como melhor oposto do torneio.Pela seleção na edição da Copa Pan-Americana Sub-23 realizada nas cidades de Ica e Chincha Alta em 2014, conquistando o título.
No ano de 2015 serviu a seleção dominicana na Copa Pan-Americana Juvenil sediada em Santo Domingo e foi premiada como a melhor jogadora (MVP) do torneio e sendo a maior pontuadora também ao lado da mexicana María Rodríguez, com 99 pontos, qualificando o país para o Mundial Sub-23 de 2015.No mesmo ano  esteve no elenco da seleção dominicana para disputar o Campeonato Mundial Sub-23 sediado em Ankara obtendo a medalha de bronze.

Ainda em 2015  atuou pelo Mirador de Santo Domingo na edição do Campeonato Mundial de Clubes em Zurique terminando na quinta posiçãoe no mesmo ano disputou pela seleção dominicana a edição do Campeonato Mundial Juvenil em várias cidades de Porto Ricoconquistando a medalha de ouro inédita para seu pais.
Pela seleção dominicana representou em mais uma edição da Copa Pan-Americana Sub-23 de 2017 nas cidades peruanas de  Lima e San Vicente de Cañete, sagrando-se campeãquando vestiu a camisa#22.FCompetiu na edição dos Jogos  Bolivarianos  de 2017 realizados em Santa Martaobtendo a medalha de ouro.
Na temporada de 2017-18 foi contratada pelo Cristo Rey vice-campeã na Liga Superior Dominicana.Em 2018 foi vice-campeã na edição da Copa Pan-Americana sediada em Santo Domingo e em seguida medalhista de ouro nos Jogos Centro-Americanos e do Caribe, realizados em Barranquilla, edição na qual foi eleita a melhor oposto.Voltou a defender a seleção dominicana  na edição do Copa (MVP) e melhor oposto do torneioe também com elenco principal na estreia do Liga das Nações (VNL) em 2018, que passou a ser  o torneio sucessor do extinto Grand Prix,encerrando na décima quarta colocação.
Ainda em 2018 participou da seleção na conquista do vice-campeonato da Copa Pan-Americana sediada em Santo Domingoe foi convocada para disputar o Mundial de 2018 no Japão. e terminou na nona colocação nesta edição.
Na jornada de 2018-19 foi contratada pelo time turco do Aydin BBSK onde jogou  com as irmãs JIneiry Martínez e Brayelin Martínezconquistando a medalha de prata na edição da Challeng Cup, encerrando na décima posição da Liga A Turca.Em 2019 sagrou-se campeã do Campeonato NORCECA realizado em San Juan e no mesmo ano obteve o ouro nos Jogos Pan-Americanos de Lima, premiada como a melhor central da edição e ainda conquistou  o vice-campeonato na Copa dos Campeões NORCECA de 2019 em Colorado Springs.
Na temporada 2019-20 transferiu-se para o clube turco Çan Gençlik Kale SK e na seguinte jogou pelo Kalecik Belediyespor.Em 2021, atuando pela seleção dominicana, disputou a Liga das Nações em Rimini, na sequência competiu nos Jogos Olímpicos de Verão de 2020, ainda como capitã da seleção, conquistou o título do Campeonato NORCECA de Guadalajara e primeira como melhor ponteira da ediçãoe conquistou o título da Copa Pan-Americana em Santo Domingo , neste torneio foi a melhor sacadora.

## Títulos e resultados
- Copa dos Campeões da NORCECA:2019
- Liga A Dominicano:2018

## Premiações individuais
- Melhor Oposto  dos Jogos Centro-Americanos e do Caribe de 2023
- Maior Pontuadora dos Jogos Centro-Americanos e do Caribe de 2023
- Melhor Oposto da Copa Pan-Americana de 2022
- Melhor Sacadora da Copa Pan-Americana de 2021
- MVP do Campeonato NORCECA de 2021
- Melhor Oposto do Campeonato NORCECA de 2021
- Maior Pontuadora do Campeonato NORCECA de 2021
- Melhor Oposto do Jogos Centro-Americanos e do Caribe de 2018
- MVP da Copa Pan-Americana Sub-23 de 2018
- Melhor Oposto da Copa Pan-Americana Sub-23 de 2018
- MVP da Copa Pan-Americana Juvenil de 2015
- Maior Pontuadora da Copa Pan-Americana Juvenil de 2015
- Melhor Oposto da Copa Pan-Americana Juvenil de 2014